# 七里堡站
七里堡站（建设时工程名为二环东路站）是济南轨道交通2号线的地铁车站，位于中华人民共和国山东省济南市历城区洪家楼街道七里堡路与二环东路交叉口地下，2021年3月26日投入运营。

## 车站构造
七里堡站为地下二层的11米岛式车站。

## 出入口
| 編號     | 指示                                  |
| -------- | ------------------------------------- |
| 出口 · A | 七里堡路与二环东路交叉口以西200米路北 |
| 出口 · B | 七里堡路与二环东路交叉口西北角        |